# Perania siamensis
Perania siamensis là một loài nhện trong họ Tetrablemmidae.
Loài này thuộc chi Perania. Perania siamensis được Schwendinger miêu tả năm 1994.